# ブリー・オライリー
ブリー・オライリー（Brie O'Reilly、旧姓：キング、1998年1月24日 - ）は、カナダの女子バレーボール選手。カナダ代表。

## 来歴

### クラブチーム
ラングリー出身。2015年、トリニティ・ウェスタン大学へ進学。2016年のU Sportsバレーボール選手権で準優勝した。2019年9月、ドイツのドレスナーSCとプロ契約を結び、ブンデスリーガに出場した。2020/21シーズンはアメリカのアスリーツ・アンリミテッドに出場し、ベストセッター部門では全選手でトップの活躍をみせた。2021年10月、フランスのBéziers Volleyへ移籍し、2021/22シーズンのフランスカップで3位、欧州チャンピオンズリーグに出場した。2022年6月、ブラジルのレクソーナ・アデスへの移籍が発表され、2022/23シーズンのブラジル・スーパーリーガではベストセッターを受賞した。2023/24シーズンもブラジル・スーパーリーガでベストセッターを受賞し、チームを3位へ導いた。

### 代表チーム
2019年、カナダ代表に初選出された。同年のパンアメリカンカップでデビューした。2021年、北中米選手権で銅メダルを獲得した。2022年、世界選手権に出場した。2023年、パリ五輪予選に出場した。同年の北中米選手権では銅メダルを獲得し、自身はベストセッターを受賞した。2024年、ネーションズリーグに出場した。

## 球歴
- 世界選手権 - 2022年
- オリンピック予選 - 2023年
- ネーションズリーグ - 2021年、2022年、2023年、2024年
- 北中米選手権 - 2019年、2021年、2023年

## 受賞歴
- 2021年 - アスリーツ・アンリミテッド ベストセッター
- 2023年 - 2022/23ブラジル・スーパーリーガ ベストセッター
- 2023年 - 北中米選手権 ベストセッター
- 2024年 - 2023/24ブラジル・スーパーリーガ ベストセッター

## 所属クラブ
- トリニティ・ウェスタン大学（2015-2019年）
- ドレスナーSC（2019-2020年）
- アスリーツ・アンリミテッド（2020-2021年）
- Béziers Volley（2021-2022年）
- Sesc-RJ/Flamengo（2022年-）